# 사라시나촌 (지바현)
사라시나촌(更科村)은 일본 지바현 지바군에 있던 촌이다. 1955년에 시라이촌과 합병해 이즈미정이 되었다.  현재의 지바시 와카바구에 해당한다.

## 역사
- 1889년 4월 1일 - 정촌제 시행에 의해 지바군 사라시나촌이 성립하였다.
- 1955년 3월 31일 - 시라이촌과 합병해 이즈미정이 신설되어, 동일 시라이촌은 폐지되었다.